# Dañs tro/Dañs rond
Der Dañs rond (auch Dañs rond à trois pas) ist ein bretonischer Reihen- oder Kreistanz der an der gesamten bretonischen Küste getanzt wird und unter verschiedenen Namen bekannt ist.
Von der Struktur her liegt dieser Tanz zwischen den typischen Tänzen der Dañs tro Familie und den Branles.

## Ausgangsstellung
Die Tänzer stehen im Kreistanz und fassen sich durch.
Anfangs sind die Arme in Tiefhalte: Arme werden locker nach unten gehalten.

## Grundschritt

Grundschritt Dañs rond

Der Grundschritt besteht aus Branle double Schritten.
1. Linker Fuß nach links
2. Rechter Fuß wird herangeholt
3. Linker Fuß nach links
4. Rechter Fuß wird herangeholt aber nicht gesetzt
5. Rechter Fuß wird gesetzt
6. Linker Fuß wird gesetzt (ohne Bewegung nach links)
7. Rechter Fuß wird gesetzt
8. Linker Fuß macht eine Schwingung wird aber nicht gesetzt

Auf den ersten 3 Schlägen erfolgt eine Bewegung nach links und die letzten drei Schritte erfolgen am Platz. Die Arme werden hierzu rhythmisch nach vorne geschwungen.